# Centro Qosqo de Arte Nativo
El Centro Qosqo de Arte Nativo es una institución cultural folclórica con sede en la ciudad del Cusco, Perú. Es la primera organización cusqueña dedicada a la promoción del arte folclórico regional y nacional . Su objeto es la recopilación y conservación de música y danzas folclóricas del departamento del Cusco. Actualmente mantiene un local ubicado en la Avenida El Sol donde realiza presentaciones diarias de música y danza. Su repertorio cuenta con más de 50 danzas y mantiene, además, un museo de trajes típicos del departamento. Es considerada por los cusqueños como la principal institución cultural de promoción folclórica, la más importante y respetada y fue reconocida por el gobierno peruano como la "primera institución folclórica del Perú".

## Historia
Entre 1923 y 1924, el historiador y antropólogo peruano Luis E. Valcarcel impulsó y dirigió la Misión Peruana de Arte Incaico formada por artistas cusqueños que, entre octubre de 1923 y enero de 1924, se presentó en escenarios de Buenos Aires, Montevideo y La Paz con un repertorio de arte cusqueño. Esta misión fue reconocida en la prensa tanto peruana como internacional como una "embajada cultural peruana" y sirvió como estímulo para la creación, en 1924, del Centro Qosqo de Arte Nativo.
Diómedes Oroz Villena, citado por Zoila Mendoza describe la fundación de la siguiente manera:

Un 6 de noviembre de 1924, reunidos ocho amigos artistas, en el interior de una cafetería o tetería llamada LA ROTONDA [sic] (barrios altos del Cuzco), decidieron crear una agrupación de música y danza vernácula al que bautizaron con el nombre de CENTRO COSCO DE ARTE NATIVO [sic]. Días después, en una reunión formal del 10 de noviembre se instaló su primera Junta Directiva encabezada por el Dr. Luis Alberto Pardo Durand, eminente arqueólogo y cuzqueñista, que sentó las bases de muchas instituciones culturales y científicas. En aquel selecto grupo estaban: Baltazar Zegarra P., Roberto Ojeda C., Juan de Dios Aguirre Ch., César Valdivieso, Humberto Vidal U., Santiago Lechuga, Manuel Palomino, Martín Chambi, Horacio Fortón, Avelino García y otros más

El grupo inicialmente fue denominado Centro Musical Cuzco hasta 1933 y tuvo poca actividad en sus primeros años debido a diferencias entre sus miembros. En 1927, con miras a la participación en el segundo concurso de la Pampa de Amancaes, concurso nacional de arte folclórico impulsado por el gobierno de Augusto B. Leguía, se reactivó el Centro Musical Cuzco quien participó con un conjunto denominado Misión Cuzqueña de Arte Incaico y fue patrocinado por la Municipalidad del Cusco. La Misión obtuvo el premio "Presidente Leguía", máximo galardón otorgado para un conjunto de música y baile.
En 1933, el Centro Qosqo fue reconocido oficialmente por el gobierno peruano como "la primera institución folclórica del Perú" mediante la resolución suprema N° 149 del 7 de noviembre de 1933. Así, durante las décadas de 1920 y 1930 se asumió la labor de promover la música y danza cusqueña a través de concursos y presentaciones tanto dentro como fuera de la ciudad del Cusco destacándose la presentación en Lima por el cuarto centenario de la fundación de la ciudad capital en el Teatro Municipal en 1935.
Entre 1943 y 1951, el Centro entró en una crisis institucional que motivó su reestructuración. La Asociación Folklórica Cuzco creada el 22 de abril de 1945 en un momento en el Centro Qosqo estaba en una inactividad absoluta siendo que el último concurso que organizó fue en 1933, heredó oficialmente el 15 de septiembre de 1951 el nombre del Centro Qosqo de Arte Nativo y lo fortaleció como la más importante institución folclórica del Cusco. Una de las actividades que realizó el revitalizado Centro Qosqo fue la escenificación del Inti Raymi a partir de 1952 e inició los espectáculos para turistas como una de sus actividades más importantes. En 1956 recibió la cesión de un terreno para la construcción de un local propio ubicado en la Avenida El Sol, el mismo que fue culminado en 1973 y que desde entonces sirve como sede principal de la institución contando con un teatro acondicionado para sus presentaciones.
El 10 de agosto del 2008, el Gobierno regional del Cusco declaró Patrimonio Cultural Vivo de la región Cusco al Centro Qosqo mediante una ordenanza regional

#### Libros y publicaciones
- Mendoza, Zoila (2006). Crear y sentir lo nuestro: folclor, identidad regional y nacional en el Cuzco, siglo XX (Primera edición). Lima: Fondo Editorial de la PUCP. ISBN 9972-42-770-6.
- Oroz Villena, Diómedes (1989). Breve reseña histórica del "Centro Qosqo de Arte Nativo". Cusco.

- Datos: Q68591365
- Multimedia: Centro Qosqo de Arte Nativo / Q68591365